# Шидловская, Екатерина Владимировна
Екатери́на Влади́мировна Шидло́вская (20 сентября 1976, Москва) — победительница первого официального конкурса красоты «Мисс Москва» в 1994 году.

## Биография
Екатерина Шидловская родилась 20 сентября 1976 года в городе Москве. Её отец, дипломат Владимир Юрьевич Шидловский, длительное время работал в посольстве Ливии, потому детство Екатерины прошло в постоянных разъездах между Москвой и Триполи. В 1993 году Екатерина Шидловская поступила на экономический факультет Российской экономической академии им. Г. В. Плеханова (с июля 2010 года — Российский экономический университет имени Г. В. Плеханова), которую закончила в 1997 году.

### Мисс Москва
22 января 1994 года 17-летняя Екатерина Шидловская, студентка 1-го курса академии им. Плеханова, стала победительницей конкурса «Мисс Москва», проходившем в ГЦКЗ «Россия». Команду жюри представляли: основатель первой в России негосударственной коммерческой радиостанции «Европа Плюс» Жорж Полински, Питер Ставицкий (президент польского конкурса красоты «Мисс Полония»), пол. Aleksandra Spieczyńska (победительница конкурса «Мисс Полония» в 1993 году) и модельер Валентин Юдашкин. Главным призом конкурса был автомобиля «Москвич-2141». Получив ключи, Екатерина призналась, что управлять автомобилем еще не умеет.

### Конкурсы красоты
В 1996 году Екатерина победила в конкурсе красоты «Хрустальная корона России» (в этот год, по приглашению международной шахматной федерации, конкурс проходил в Париже). 15 ноября, в этом же году, Екатерина Шидловская участвовала в конкурсе «Мисс Туризм Интернешнл» (англ. Miss Tourism International), прошедшем в Шри-Ланке. На этом конкурсе Екатерина заняла третье место.

### Общественная деятельность
С 1995 года Екатерина Шидловская посещала курсы кафедры литературного мастерства в Литературном институте им. А. М. Горького, классы И. Л. Волгина и Ю. Д. Левитанского.
Некоторое время Екатерина работала консультантом, затем занимала должность директора по маркетингу крупной фирмы. 
В 2003 году Екатерина Шидловская выпустила дебютный сборник стихов «На осколках ночи».
В 2004 году Екатерина Шидловская вступила в Союз писателей России. C 2005 года Екатерина является членом Литературного фонда России и Московского литературного фонда.
В 2010 году Екатерина Шидловская окончила Московский государственный университет им. М. В. Ломоносова (факультет философии).